# あたしの心臓あげる
「あたしの心臓あげる」（あたしのしんぞうあげる）は、2012年12月12日に発売された黒木渚の1枚目のシングル。九州地域とライブ会場限定でリリースされていたが、本作の好セールスを受けて2013年1月8日に全国発売へとなった。

## 内容
- サウンドプロデューサーにCoccoやくるりなどのプロデュースで知られる根岸孝旨と木村カエラなどを手がける會田茂一を迎えている。
- ゲスト・ミュージシャンとして、同郷福岡県のカリスマバンド「ナンバーガール」のギタリストでもあった田渕ひさ子（bloodthirsty butchers）、會田茂一と同じく髭のメンバーであるギタリスト、斉藤祐樹が客演。
- 表題曲「あたしの心臓あげる」にはミュージック・ビデオが作られ、ラストラム公式YouTubeチャンネルにて公開[2]。

## 収録曲
| 全作詞・作曲: 黒木渚（個人）、全編曲: 黒木渚（バンド）。 |                                      |                |                |
| #                                                        | タイトル                             | 作詞           | 作曲・編曲     |
| 1.                                                       | 「あたしの心臓あげる」               | 黒木渚（個人） | 黒木渚（個人） |
| 2.                                                       | 「エスパー」                         | 黒木渚（個人） | 黒木渚（個人） |
| 3.                                                       | 「ノーリーズン」(ボーナス・トラック) | 黒木渚（個人） | 黒木渚（個人） |